# Rodrigo de Souza Cardoso

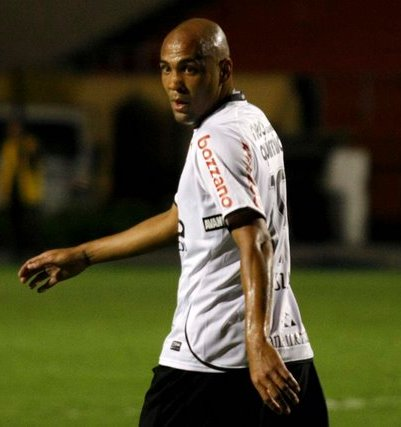
Rodrigo de Souza Cardoso (2010)

Rodrigo de Souza Cardoso (* 4. März 1982 in Rio de Janeiro, Brasilien) ist ein brasilianischer Fußballer, der auf der Position des Mittelstürmers spielt.
Rodrigo de Souza Cardoso begann seine Profikarriere 2001 bei Vasco da Gama aus Rio de Janeiro, wo er bis 2003 unter Vertrag stand, auf 28 Einsätze sowie 5 Tore kam und 2003 die Staatsmeisterschaft gewinnen konnte. 2004 wechselte er erstmals ins Ausland und zum bulgarischen Erstligisten ZSKA Sofia. Nach einer für ihn eher enttäuschenden Saison kehrte er nach nur einem Jahr wieder in seine Heimat zu Marítimo Funchal zurück. In den für Souza folgenden drei Jahren konnte er eine Reihe von Titeln gewinnen, wechselte dabei aber mehrmals seinen Verein. Von August bis Dezember 2008 spielte er in Griechenland bei Panathinaikos Athen.
Sein Debüt bei der brasilianischen Nationalmannschaft gab Souza am 16. Januar 2003 bei einer Begegnung gegen Tschechien. Bereits zuvor gelang es ihm mit der U-17 Auswahl seines Landes die Südamerika- sowie die Weltmeisterschaft 1999 zu gewinnen.

## Erfolge
- U-17-Südamerikameister: 1999
- Torschützenkönig der U-17-Südamerikameisterschaft: 1999
- U-17-Fußball-Weltmeisterschaft: 1999
- Staatsmeisterschaft von Rio de Janeiro: 2003, 2007, 2008
- Staatsmeisterschaft von Rio Grande do Sul: 2005
- Staatsmeisterschaft von Goiás: 2006
- Brasilianischer Torschützenkönig: 2006 mit Goiás
- Taça Guanabara: 2007, 2008
- Copa do Brasil: 2009 mit Corinthians

| Personendaten    | Personendaten                  |
| ---------------- | ------------------------------ |
| NAME             | Souza Cardoso, Rodrigo de      |
| KURZBESCHREIBUNG | brasilianischer Fußballspieler |
| GEBURTSDATUM     | 4. März 1982                   |
| GEBURTSORT       | Rio de Janeiro, Brasilien      |